# Spadochronowy Korpus Pancerny Hermann Göring
Spadochronowy Korpus Pancerny Hermann Göring (niem. Fallschirm-Panzerkorps Hermann Göring) – jeden z niemieckich korpusów, uczestniczył głównie w walkach z Armią Czerwoną.
Utworzony został pod koniec 1944 roku na terytorium okupowanej Polski. Nazwa korpusu w języku polskim występuje w dwóch formach Spadochronowy Korpus Pancerny Hermann Göring lub Korpus Spadochronowo-Pancerny Hermann Göring. 
Gen.Wilhelmowi Schnalzowi rozkaz rozbudowy Dywizji Pancerno-Spadochronowej Hermann Göring do etatu korpusu pancernego wydano 24 września 1944 roku. Planowano sformowanie dwóch dywizji pancernych, jednak z powodu braku czołgów zdecydowano, że powstaną dwie dywizje o nazwach: 1 Dywizja Pancerno-Spadochronowa Hermann Göring i 2 Dywizja Spadochronowa Grenadierów Pancernych Hermann Göring.
W 1945 roku Korpus Spadochronowo-Pancerny Hermann Göring wchodził w skład 4 Armii i został rozbity przez Armią Czerwoną w czasie walk na terenie Prus Wschodnich. Dowództwo korpusu oraz 2 DSGPanc (wycofana z Prus) zostali przekazani do 4 Armii Pancernej.  Żołnierze Korpusu Pancerno-Spadochronowego Hermann Göring 8 maja 1945 roku oddali się do niewoli Armii Czerwonej, w której przebywali do 1956 roku.

## Dowództwo korpusu
- gen. por. Wilhelm Schmalz (4.10.1944 - 8.05.1945)
- płk Bern von Baer (6.10.1944 - 8.05.1945)[6]

## Struktura organizacyjna
Skład w styczniu 1945:
- 61 Dywizja Piechoty
- 2 Dywizja Spadochronowa Grenadierów Pancernych Hermann Göring

Skład w marcu 1945:
- 50 Dywizja Piechoty
- 562 Dywizja Grenadierów Ludowych
- Dywizja Großdeutschland
- 2 Dywizja Spadochronowa Grenadierów Pancernych Hermann Göring